# Store Åmose, Skarresø og Bregninge Å
Store Åmose, Skarresø og Bregninge Å este o arie protejată (arie specială de conservare — SAC, sit de importanță comunitară — SCI) din Danemarca întinsă pe o suprafață de 3.400 ha, integral pe uscat.

## Localizare
Centrul sitului Store Åmose, Skarresø og Bregninge Å este situat la coordonatele 55°37′40″N 11°22′26″E / 55.627778°N 11.373889°E.

## Înființare
Situl Store Åmose, Skarresø og Bregninge Å a fost declarat sit de importanță comunitară în mai 1998 pentru a proteja 4 specii de animale. Situl a fost protejat și ca arie specială de conservare în decembrie 2011.

## Biodiversitate
Situată în ecoregiunea continentală, aria protejată conține 19 habitate naturale: Mlaștini calcaroase cu Cladium mariscus și specii de Caricion davallianae, Lacuri și iazuri distrofice naturale, Păduri de fag din Europa Centrală dezvoltate pe sol calcaros cu Cephalanthero-Fagion, Păduri de fag Luzulo-Fagetum, Păduri de fag Asperulo-Fagetum, Păduri de stejar sau de stejar și carpen sub-atlantice și medio-europene de Carpinion betuli, Păduri aluvionare cu Alnus glutinosa și Fraxinus excelsior (Alno-Padion, Alnion incanae, Salicion albae), Mlaștini turboase de tranziție și turbării mișcătoare, Pajiști uscate seminaturale și facies de acoperire cu tufișuri pe substraturi calcaroase (Festuco-Brometalia) (* situri importante pentru orhidee), Izvoare petrifiante cu formare de travertin (Cratoneurion), Ape puternic oligomezotrofe cu vegetație bentonică cu Chara spp., Mlaștini oligotrofe degradate, capabile încă de regenerare naturală, Lacuri eutrofice naturale cu vegetație de tip Magnopotamion sau Hydrocharition, Mlaștini alcaline, Mlaștini împădurite, Formațiuni ierboase bogate în specii de Nardus, dezvoltate pe substraturi silicioase în zone montane (și în zone submontane, în Europa continentală), Pajiști cu Molinia pe soluri calcaroase, turboase sau argilos-nămoloase (Molinion caeruleae), Depresiuni pe substraturi de turbă de Rhynchosporion, Cursuri de apă de la nivel de câmpie la nivel montan, cu vegetație Ranunculion fluitantis și Callitricho-Batrachion.
La baza desemnării sitului se află mai multe specii protejate:
- amfibieni (1): triton cu creastă (Triturus cristatus)
- mamifere (1): vidră de râu (Lutra lutra)
- nevertebrate (1): Vertigo moulinsiana
- pești (1): zvârluga (Cobitis taenia)